# Симфонический оркестр Парижа
Симфонический оркестр Парижа (фр. Orchestre symphonique de Paris) — французский симфонический оркестр, работавший в Париже в 1928—1938 гг.
Оркестр был основан выступившими в качестве меценаток баронессой Полиньяк и Коко Шанель и дал первый концерт 19 октября 1928 г. в Театре Елисейских Полей.  На протяжении первого сезона с оркестром работали Альфред Корто, Эрнест Ансерме и Луи Фуретье, затем в течение 10 лет им руководил Пьер Монтё; в последний год существования оркестра им дирижировал Жан Морель.
В репертуаре оркестра было много новейшей французской музыки: им впервые исполнены, в частности, Сельский концерт Франсиса Пуленка (1929, солист Ванда Ландовска), Фантазия для виолончели с оркестром Жана Франсе (1935), произведения Жоржа Орика, Жермен Тайфер, Артюра Онеггера, Жака Ибера, Игоря Маркевича, Жана Ривье, Пьера Октава Ферру и др., а также Третья симфония Сергея Прокофьева (1929).
В 1931 г. оркестр под управлением Монтё осуществил первую запись музыки балета Игоря Стравинского «Весна священная»; среди других записей оркестра — Концерт для двух скрипок и струнных Иоганна Себастьяна Баха (солисты Иегуди Менухин и Джордже Энеску), произведения Филиппа Гобера под управлением автора и альбом советской музыки (дирижёр Юлиус Эрлих), включавший отрывки из балета Дмитрия Шостаковича «Золотой век», «Днепрострой» Юлия Мейтуса и «Завод» Александра Мосолова.